# 주한 오만 대사관
주한 오만 대사관(아랍어: سفارة عمان في كوريا)은 대한민국 서울특별시 종로구 신문로1가 58-13에 있는 오만 대사관이다. 현직 주한 오만 대사는 자카리야 하메드 힐랄 알 사아디이다.

## 역사
오만은 남북한 동시 수교국으로 1974년 3월 28일에 대한민국과 대사급 외교 관계를 수립했다. 1976년 10월 30일에는 대한민국 정부가 오만 무스카트에 주오만 대한민국 대사관을 설치했고, 1984년 3월 13일에는 오만 정부가 대한민국 서울에 주한 오만 대사관을 설치하였다. 오만은 1992년 5월 25일에 조선민주주의인민공화국과 대사급 외교 관계를 수립했는데 양국 간의 경제 협력 관계는 사실상 거의 없는 편이다. 조선민주주의인민공화국 측에서는 1997년까지 예멘 주재 대사관에서 겸임해 오다가, 1999년 5월 이후부터 이집트 주재 대사관에서 오만과 관련된 외교 임무를 겸임하고 있다. 오만 측에서는 중화인민공화국 주재 오만 대사관에서 조선민주주의인민공화국과 관련된 외교 임무를 겸임하고 있다.
1970년까지는 통상 수교 거부 정책으로 영국, 미국, 인도 이외의 국가와는 국교가 전혀 없어 국제사회로부터 완전히 고립되었던 오만은 카부스 빈 사이드 알사이드 국왕의 즉위 후 개방 정책을 취하여 적극적으로 여러 나라와 국교 수립을 추진하는 한편, 효율적인 자원 배분과 통치로 고도의 경제 성장을 이룩함으로써 안정된 정국을 유지하고 있다.
대한민국과는 항공협정 (1983년), 문화협정 (1994년), 중동담수화연구소 설립 협정 (1996년) 등을 체결하였고, 외교관계 수립 후 상당수의 대한민국 건설업체가 진출해 있다. 1998년 현재 대한수입은 7135만 달러, 대한수출은 7억 6228만 달러이며 주요 수입품은 섬유류, 기계류, 금속화학, 자동차 등이고 수출품은 원유, 광물류, 동(銅) 제품 등이다.

## 주요 업무
주요 업무는 대한민국 정부와의 유대 강화와 정치적, 경제적, 사회적, 문화적 협력, 외교, 경제 정보 수집, 수출, 통상 진흥, 외교 정책 홍보, 문화, 학술, 체육 교류 협력, 대한민국 거주 오만 국민의 보호, 육성, 국적, 호적, 여권 업무 및 오만 여행객에 대한 사증 발급 업무 등이다.

## 같이 보기
- 오만의 재외공관 목록
- 대한민국 주재 외국공관 목록
- 주오만 대한민국 대사관
- 대한민국-오만 관계